# Académie nationale des arts et des sciences cinématographiques de Russie
À ne pas confondre avec l'Académie russe des Sciences et des Arts cinématographiques.
L'Académie nationale des arts et des sciences cinématographiques de Russie (russe : Академией кинематографических искусств и наук России) est l'académie officielle du cinéma russe. Chaque année, elle décerne le prix des Aigles d'or.